# Élections régionales de 1995 en Rhénanie-du-Nord-Westphalie
Les élections régionales de 1995 en Rhénanie-du-Nord-Westphalie (en allemand : Landtagswahl in Nordrhein-Westfalen 1995) se tiennent le 14 mai 1995, afin d'élire les 201 députés de la 12e législature du Landtag pour un mandat de cinq ans. Du fait de la loi électorale, 221 députés sont finalement élus.
Le scrutin est marqué par la victoire du SPD, qui perd sa majorité absolue acquise en 1980. Le ministre-président Johannes Rau, au pouvoir depuis 1978, est investi pour un cinquième mandat à la tête d'une « coalition rouge-verte » avec les Grünen.

## Contexte
Aux élections régionales du 13 mai 1990, le SPD du ministre-président Johannes Rau remporte un troisième majorité absolue consécutive, avec 50 % des suffrages exprimés et 122 députés sur 237.
Il devance toujours nettement la CDU, dans l'opposition depuis 1966 et conduite à cette occasion par le ministre fédéral du Travail Norbert Blüm. Elle totalise 36,8 % des voix, ce qui lui donne 89 sièges. Le FDP d'Achim Rohde reste la troisième force politique du Land avec 5,8 % des suffrages et 14 élus, suivi de près par les Grünen de Bärble Höhn, qui font enfin leur entrée au Landtag après trois tentatives infructueuses, en réunissant 5,1 % des exprimés et 12 parlementaires.
Rau est donc investi pour un quatrième mandat et forme un cabinet monocolore de dix ministres dont le ministre de l'Intérieur Herbert Schnoor est vice-ministre-président. Blüm conserve lui ses responsabilités fédérales et laisse ainsi la présidence du groupe parlementaire à Helmut Linssen, qui l'occupait depuis la toute fin de la législature précédente.
En mai 1994, la CDU organise pour la première fois un vote de ses adhérents pour désigner son chef de file électoral. Linssen s'impose avec 59,4 % des voix face à Norbert Lammert, secrétaire d'État parlementaire du ministère fédéral de l'Économie.
Au cours du même mois, Rau est présenté par le SPD comme candidat à la présidence de la République fédérale. Il est principalement opposé à Roman Herzog, soutenu par la CDU. Deuxième aux premier et deuxième tours, il est défait avec 45,7 % des voix lors du troisième tour de scrutin.

## Mode de scrutin
Le Landtag est constitué de 201 députés (en allemand : Mitglied des Landtags, MdL), élus pour une législature de cinq ans au suffrage universel direct et suivant le scrutin proportionnel de Hare.
Chaque électeur dispose d'une voix, qui compte double : elle lui permet de voter pour un candidat de sa circonscription, selon les modalités du scrutin uninominal majoritaire à un tour, le Land comptant un total de 151 circonscriptions ; elle est alors automatiquement attribuée au parti politique dont ce candidat est le représentant.
Lors du dépouillement, l'intégralité des 201 sièges est répartie en fonction des voix attribuées aux partis, à condition qu'un parti ait remporté 5 % des voix au niveau du Land. Si un parti a remporté des mandats au scrutin uninominal, ses sièges sont d'abord pourvus par ceux-ci.
Dans le cas où un parti obtient plus de mandats au scrutin uninominal que la proportionnelle ne lui en attribue, la taille du Landtag est augmentée jusqu'à rétablir la proportionnalité.

## Campagne

### Principales forces
| Parti | Parti                                                                              | Chef de file                      | Résultats de 1990           |
| ----- | ---------------------------------------------------------------------------------- | --------------------------------- | --------------------------- |
|       | Parti social-démocrate d'Allemagne Sozialdemokratische Partei Deutschlands         | Johannes Rau (Ministre-président) | 50,0 % des voix 122 députés |
|       | Union chrétienne-démocrate d'Allemagne Christlich Demokratische Union Deutschlands | Helmut Linssen                    | 36,8 % des voix 89 députés  |
|       | Parti libéral-démocrate Freie Demokratische Partei                                 | Achim Rohde                       | 5,8 % des voix 14 députés   |
|       | Alliance 90 / Les Verts Bündnis 90/Die Grünen                                      | Michael Vesper                    | 5,1 % des voix 12 députés   |

## Résultats

### Voix et sièges
| Parti                             | Parti                                        | Voix       | Voix  | Sièges | Sièges        | Sièges | Sièges | Sièges        |
| Parti                             | Parti                                        | Votes      | %     | MU1    | +/-           | Liste  | Total  | +/-           |
| --------------------------------- | -------------------------------------------- | ---------- | ----- | ------ | ------------- | ------ | ------ | ------------- |
|                                   | Parti social-démocrate d'Allemagne (SPD)     | 3 816 639  | 46,02 | 108    | 14            | 0      | 108    | 14            |
|                                   | Union chrétienne-démocrate d'Allemagne (CDU) | 3 124 758  | 37,67 | 43     | 12            | 46     | 89     | en stagnation |
|                                   | Alliance 90 / Les Verts (Grünen)             | 830 861    | 10,02 | 0      | en stagnation | 24     | 24     | 12            |
|                                   | Parti libéral-démocrate (FDP)                | 332 634    | 4,01  | 0      | en stagnation | 0      | 0      | 14            |
|                                   | Les Républicains (REP)                       | 65 509     | 0,79  | 0      | en stagnation | 0      | 0      | en stagnation |
|                                   | Autres                                       | 123 834    | 1,49  | 0      | en stagnation | 0      | 0      | en stagnation |
|                                   |                                              |            |       |        |               |        |        |               |
| Votes valides                     | Votes valides                                | 8 294 235  | 99,30 |        |               |        |        |               |
| Votes blancs et nuls              | Votes blancs et nuls                         | 58 821     | 0,70  |        |               |        |        |               |
| Total                             | Total                                        | 8 353 056  | 100   | 151    | en stagnation | 70     | 221    | 16            |
| Abstentions                       | Abstentions                                  | 4 688 908  | 35,95 |        |               |        |        |               |
| Nombre d'inscrits / participation | Nombre d'inscrits / participation            | 13 041 964 | 64,05 |        |               |        |        |               |